# Schloss Elbroich

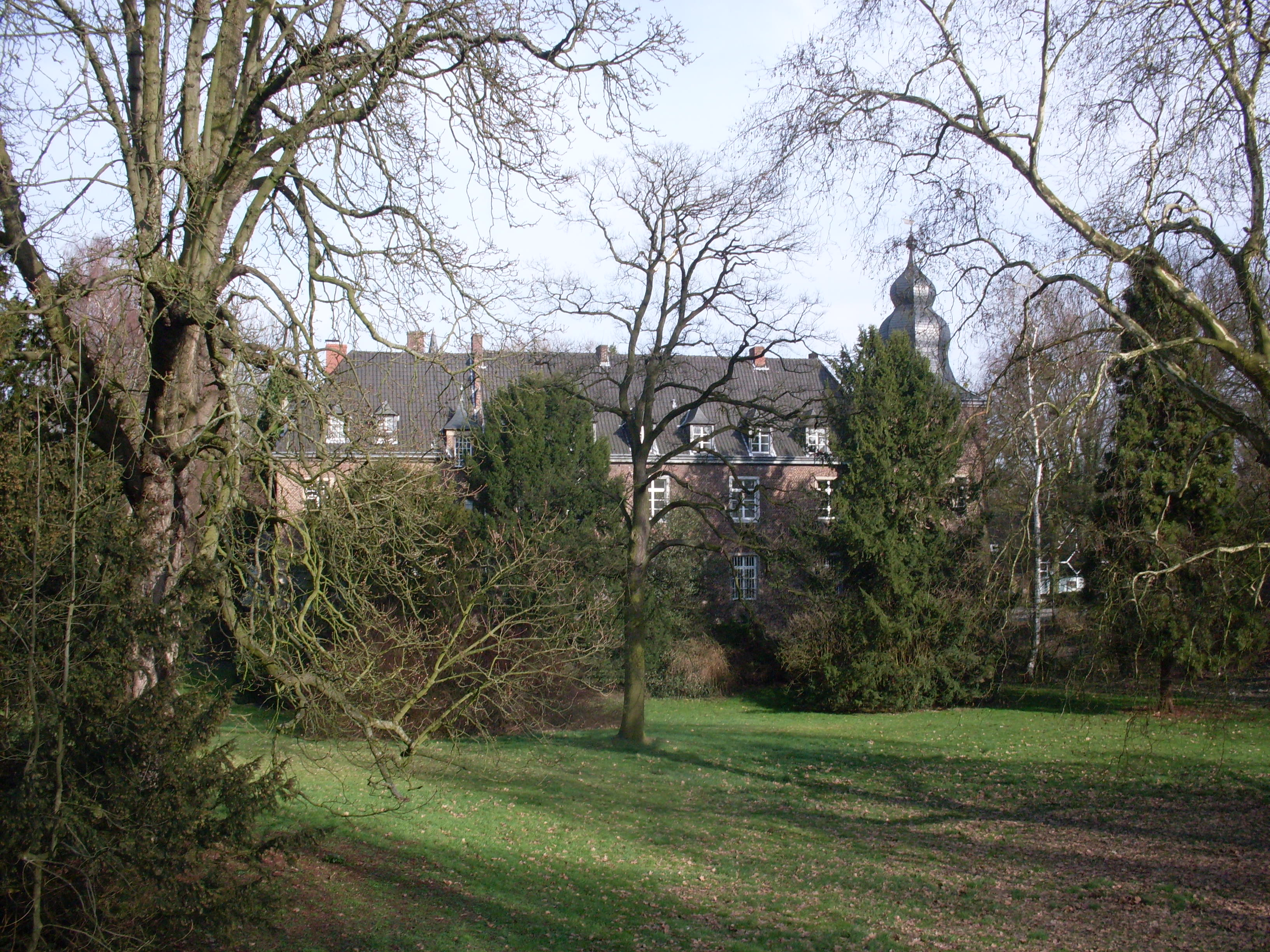
Schloss Elbroich vom öffentlich zugänglichen Schlosspark aus gesehen

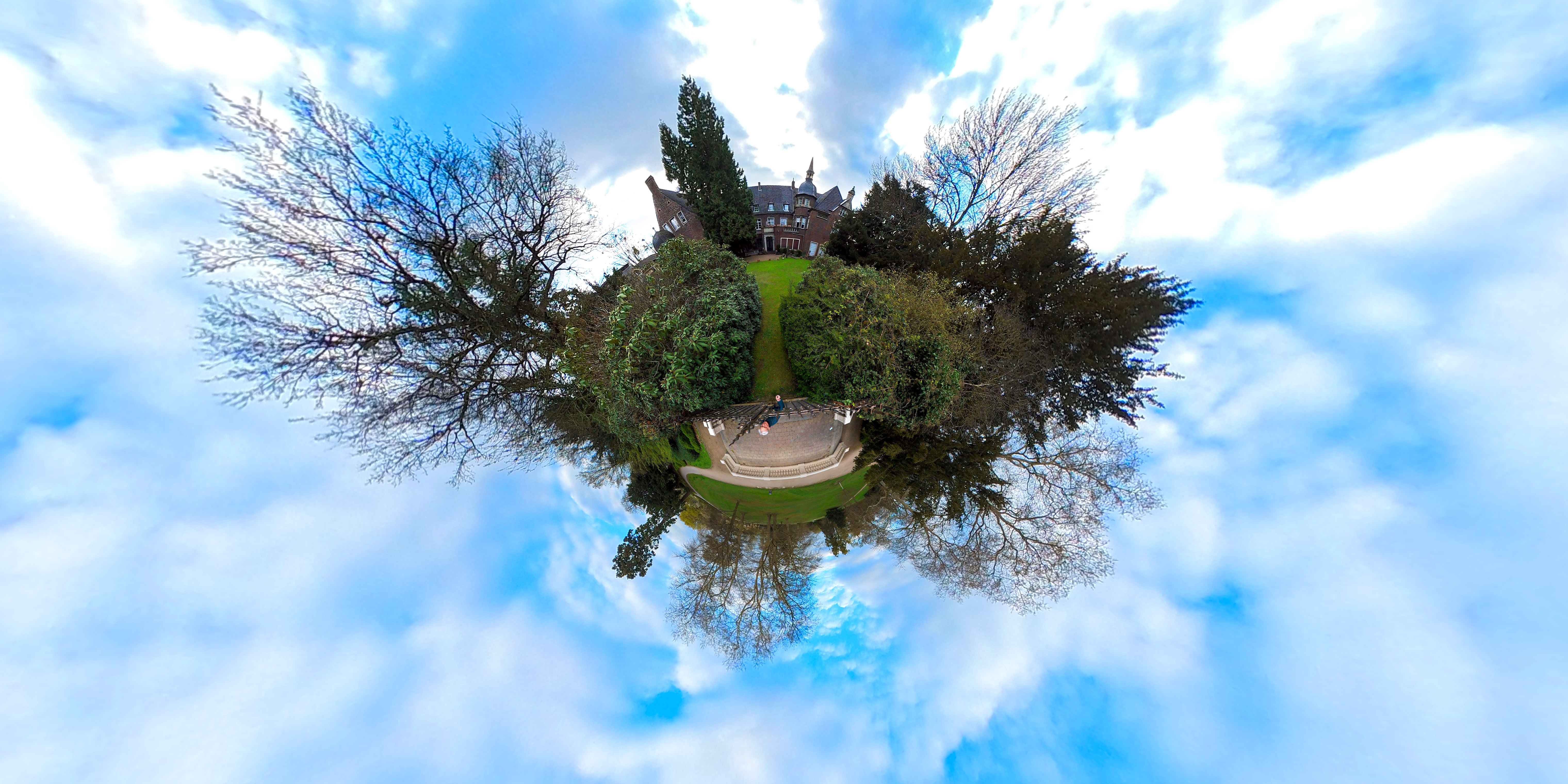
Das Schloss in einer Little Planet-Aufnahme. Unten der Park.

Schloss Elbroich ist ein im Düsseldorfer Stadtteil Holthausen gelegenes ehemaliges Rittergut, das heute als Bürostandort für Unternehmen aus dem Dienstleistungs- und Beratungsbereich genutzt wird. Der Schlosspark ist öffentlich zugänglich.

## Geschichte
Die Ursprünge von Schloss Elbroich können nicht mehr erforscht werden, da das Elbroicher Archiv durch die Einwirkungen des Zweiten Weltkrieges fast vollständig vernichtet wurde. Um 1189 verkauften die Herren von Teveren die Ortschaft Düsseldorf samt einiger Güter an die Grafen von Berg, darunter auch das Allod Elbroich. Im 15. Jahrhundert gelangte der Besitz an die Herren von Eller. Am 10. April 1589 erwarb Georg von Neuhoff Elbroich zum Preis von 6500 Talern. Um 1600 wurde Elbroich neu erbaut, weitgehend in der Form, in der es heute noch existiert. 1679 ging das Schloss durch Heirat an die Herren von der Horst. Es erfolgten 1748 einige An- und Umbauten. An diese Zeit erinnert die Jahreszahl auf der Toreinfahrt. Als Nicolas de Pigage 1760 die Gärten von Schloss Benrath anlegen ließ, fiel der Elbroich’sche Wassergraben trocken, da der speisende Itterbach umgeleitet wurde, um die Wasserspiele des neuen kurfürstlichen Schlosses zu betreiben. Im 19. Jahrhundert wurde der Park erweitert.
1852 war der Bankier Christian Gottfried Trinkaus senior Besitzer von Elbroich. Zu dieser Zeit ermöglichte das Rittergut seinem Besitzer – ohne jegliche Wahl – die Teilnahme an preußischen Kreis- und Landtagen als Abgeordneter. Über Alice Trinkhaus (1871–1930), die Tochter von Christian Gottfried Trinkaus junior, gelangte das Schloss als Mitgift in den Besitz von Hermann Heye, den Sohn des Gründers der Gerresheimer Glashütte, Ferdinand Heye. Bereits 1895 kaufte Hermann Heye weiteres Land in der Nähe und stieg in das Immobiliengeschäft ein. Hieraus entwickelte sich die heute in städtischem Besitz befindliche Industrieterrains Düsseldorf-Reisholz AG (IDR). 1954 schenkten die Erben Hermann Heyes das Schloss samt Park der Caritas. Diese errichtete aus dem Schloss eine Erziehungsanstalt für entwicklungsgestörte Kinder. Im Sommer 1972 schloss das Kinderheim. In den darauf folgenden Jahren wurde es von der Caritas als Fachschule für Sozialpädagogik und Fachseminar für Alternpflege genutzt. 1980 entsteht auf dem Spiel- und Freigelände, das Geriatrische Krankenhaus Elbroich. 1989 veräußert die Caritas das Schloss an ein Consultingunternehmen, welches bis heute im alten Herrenhaus Berater und Dienstleister eines Management Centers schult.